# 漢陽大學站 (京畿道)
漢陽大學站（：／ Handaeap yeok */?）副站名安山，是首都圈电铁4号线與首都圈電鐵水仁·盆唐線共線區間沿線的一座地面車站，位於韓國京畿道安山市常綠區二洞。本站是位於安山市的漢陽大學ERICA校區旁的車站，與位於首爾的漢陽大學站不同，因此中文加註副站名安山以作區隔；韓語站名則寫作「漢大前站」（한대앞역）。

## 車站結構
站體地面車站，兩線共用2面6線雙島式月台，候車月台設有月台幕門，並有出口共2處，分别通向大学北门与罗德奥街。

### 月台配置
| ↑ 常綠樹、四里 ↑   |
| \| １２ \| ３４ \| |
| 中央 ↓             |

| 月台 | 路線                   | 目的地                 |
| ---- | ---------------------- | ---------------------- |
| 1    | ●首都圈電鐵水仁·盆唐線 | 水原、美金、往十里方向 |
| 2    | ●首都圈电铁4号线       | 舍堂、首爾站、堂嶺方向 |
| 3    | ●首都圈电铁4号线       | 中央、安山、烏耳島方向 |
| 4    | ●首都圈電鐵水仁·盆唐線 | 草芝、虎口浦、仁川方向 |

## 接驳交通
漢陽大學#ERICA校区官网指出，从4号线·水盆线“汉阳大学站”出站后设有校车接驳，服务时间为首班约07:00至末班22:00，频率约10–15分钟一班 

## 歷史
- 1937年8月5日：以“一里站”（일리역）之名启用于水仁线。
- 1988年10月25日：安山線站體開通，站名改为漢陽大學站（：／）。
- 1993年1月15日：果川線直通列車開始運行。
- 1994年4月1日：首都圈电铁4号线開始運行。
- 1996年1月1日：水仁線全線停止營運。
- 2020年9月12日：首都圈電鐵水仁·盆唐線開通，並與4號線共線。

## 車站周邊
- 漢陽大學ERICA校區（步行约8分钟或校车5分钟）
- 漢大前站羅德奧街
- 常綠區廳
- 常綠衛生所
- 安山常綠警察署
- 安山農漁批發市場

## 圖片

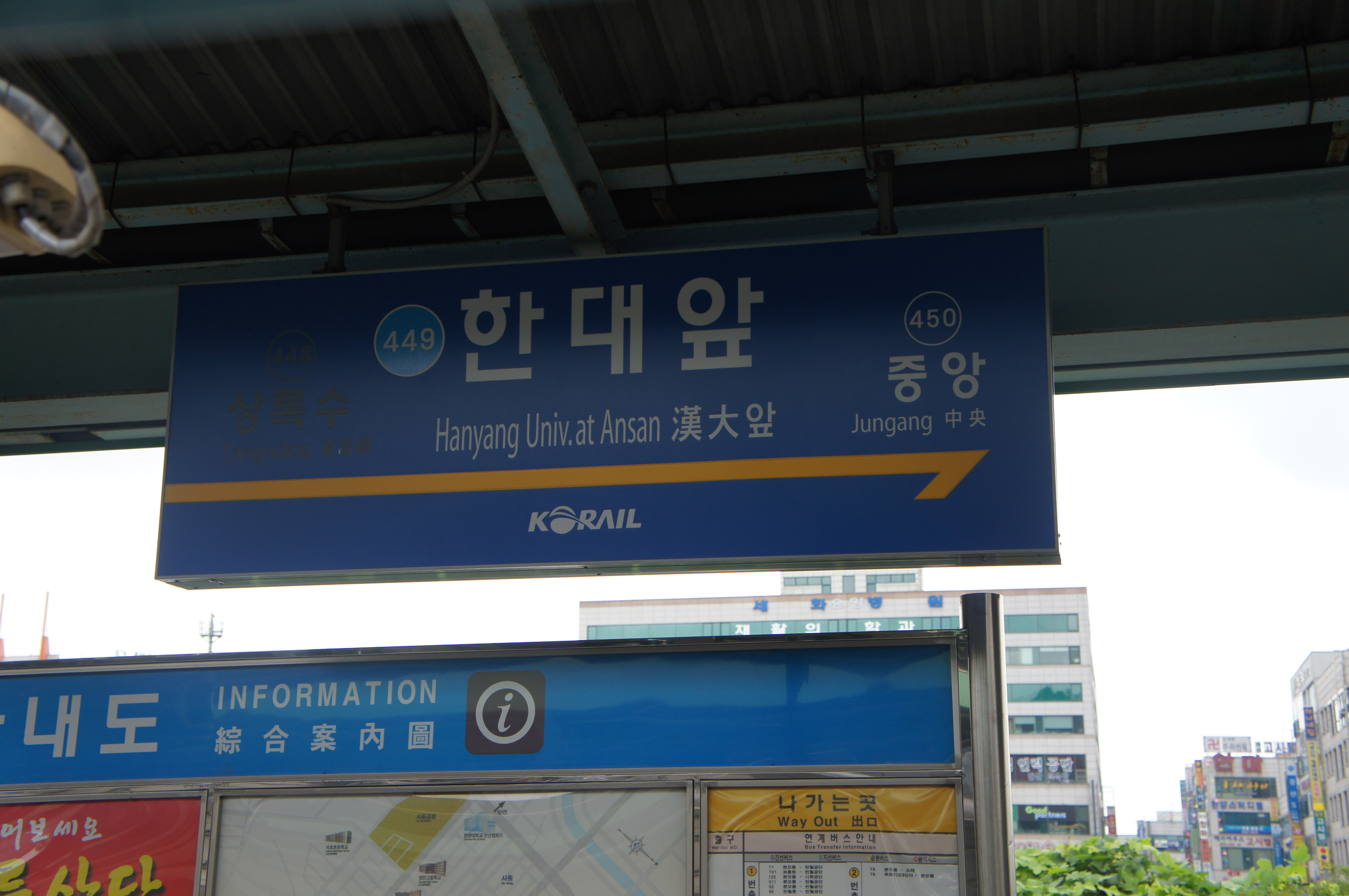
站名牌
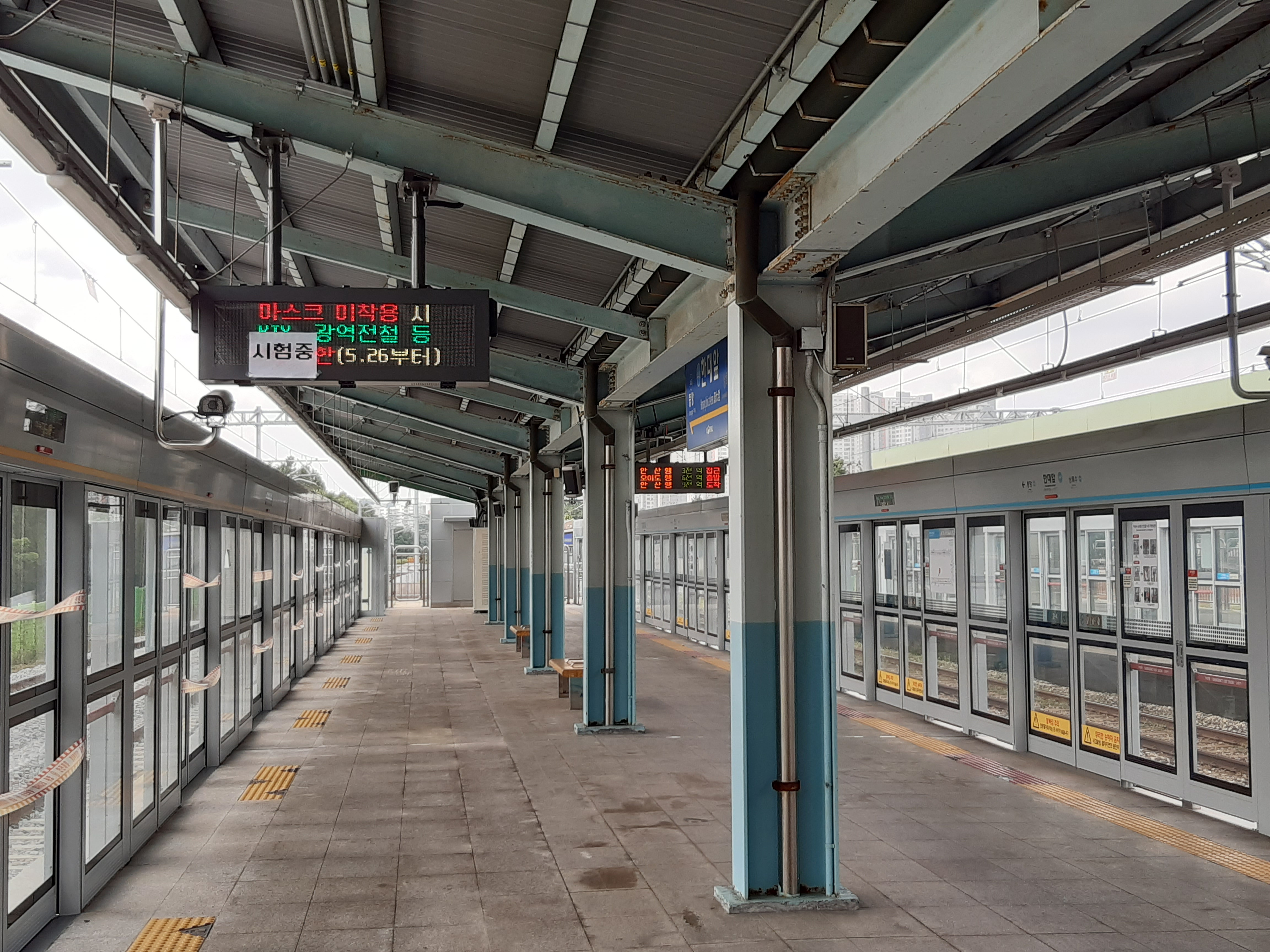
候車月台
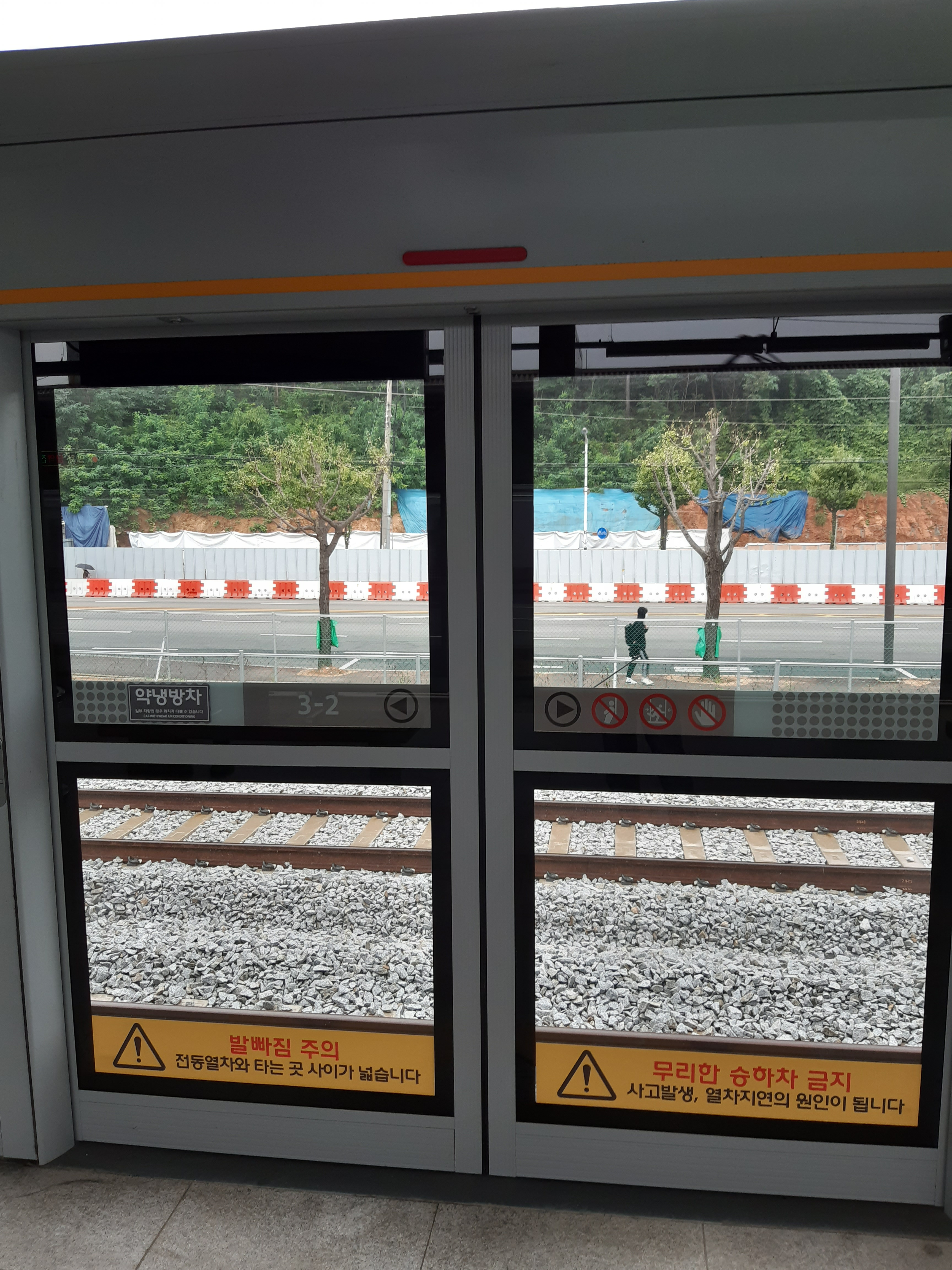
水仁線月台門
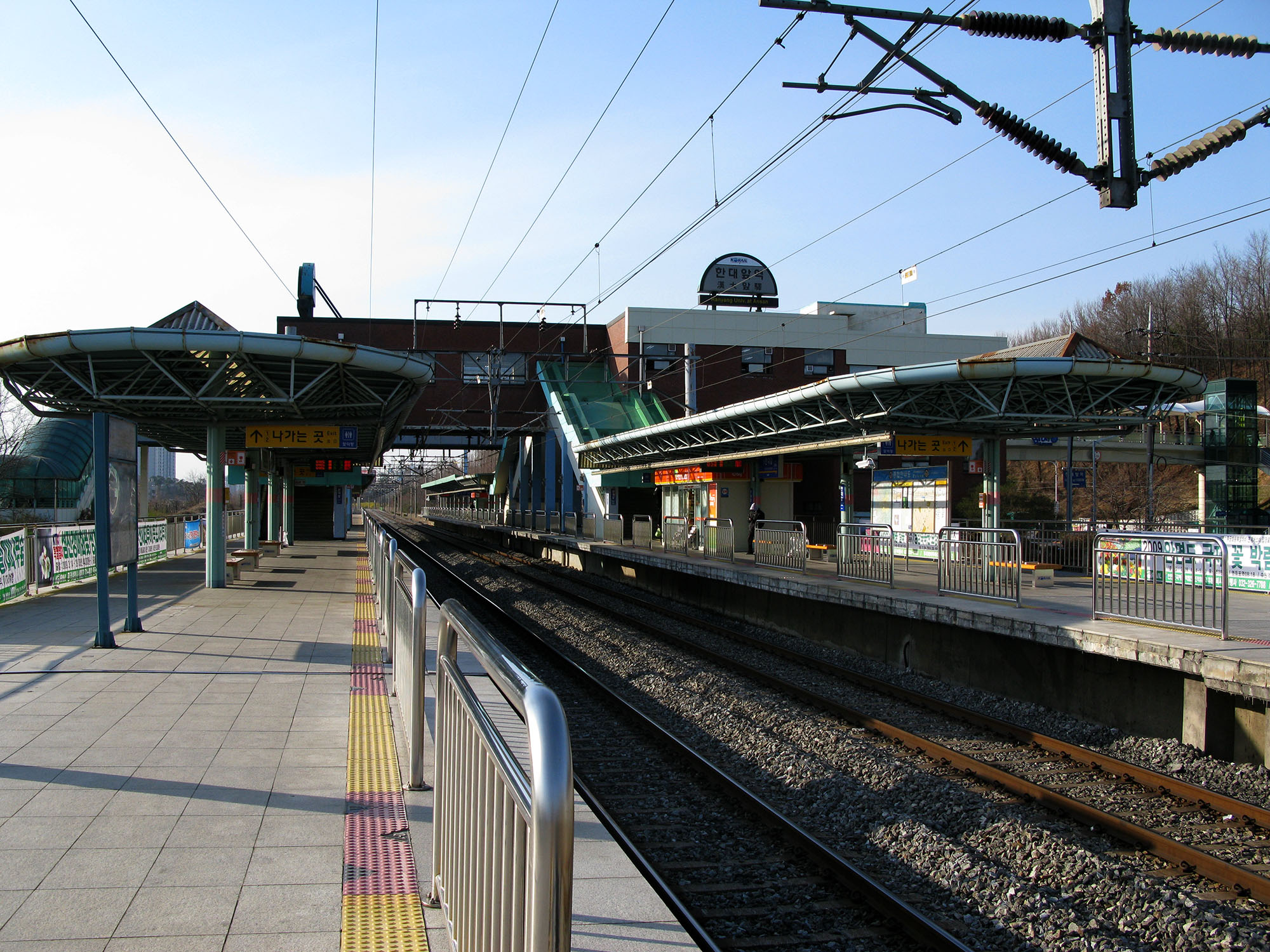
未安裝月台門時的候車月台
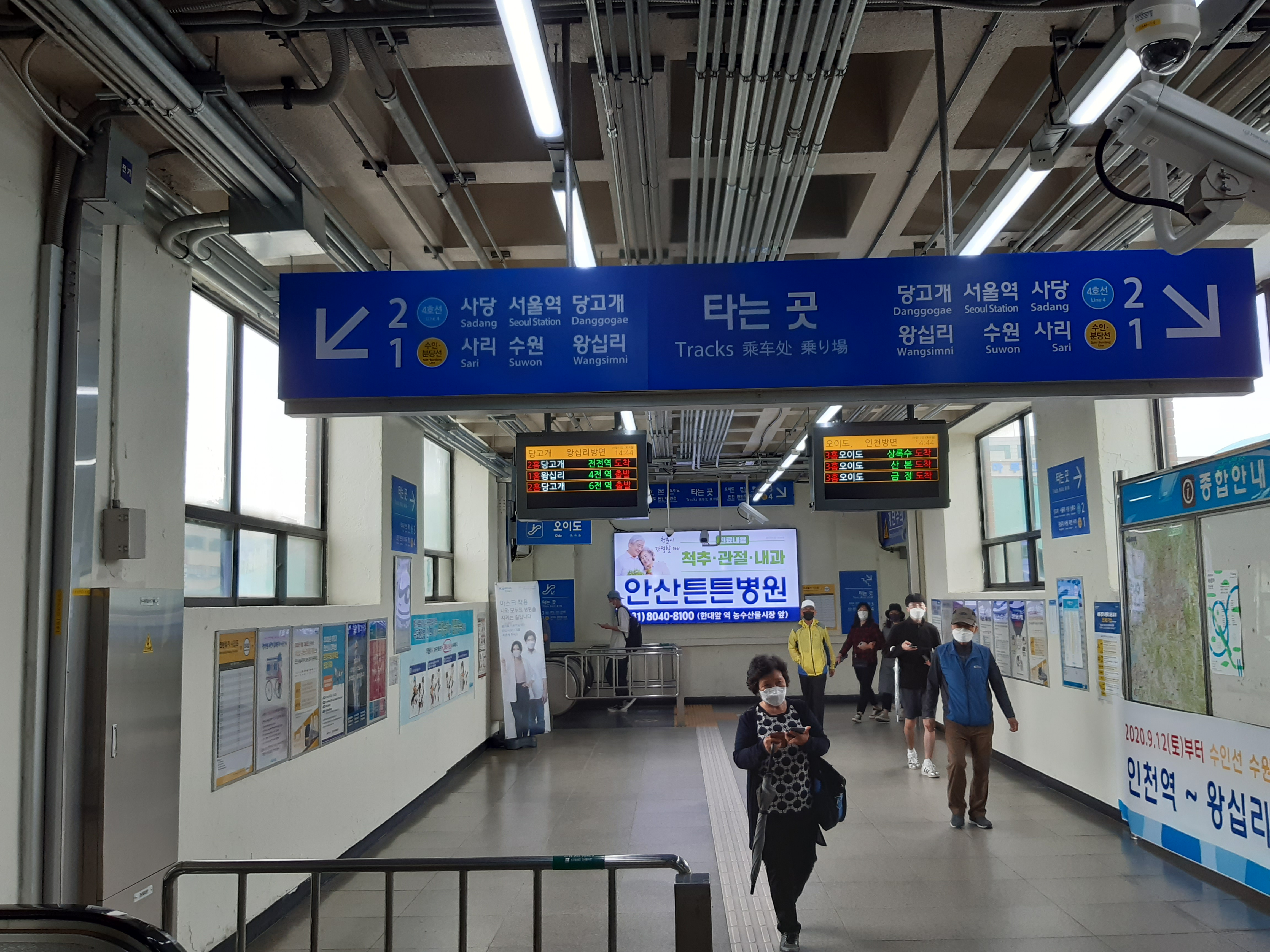
車站通道
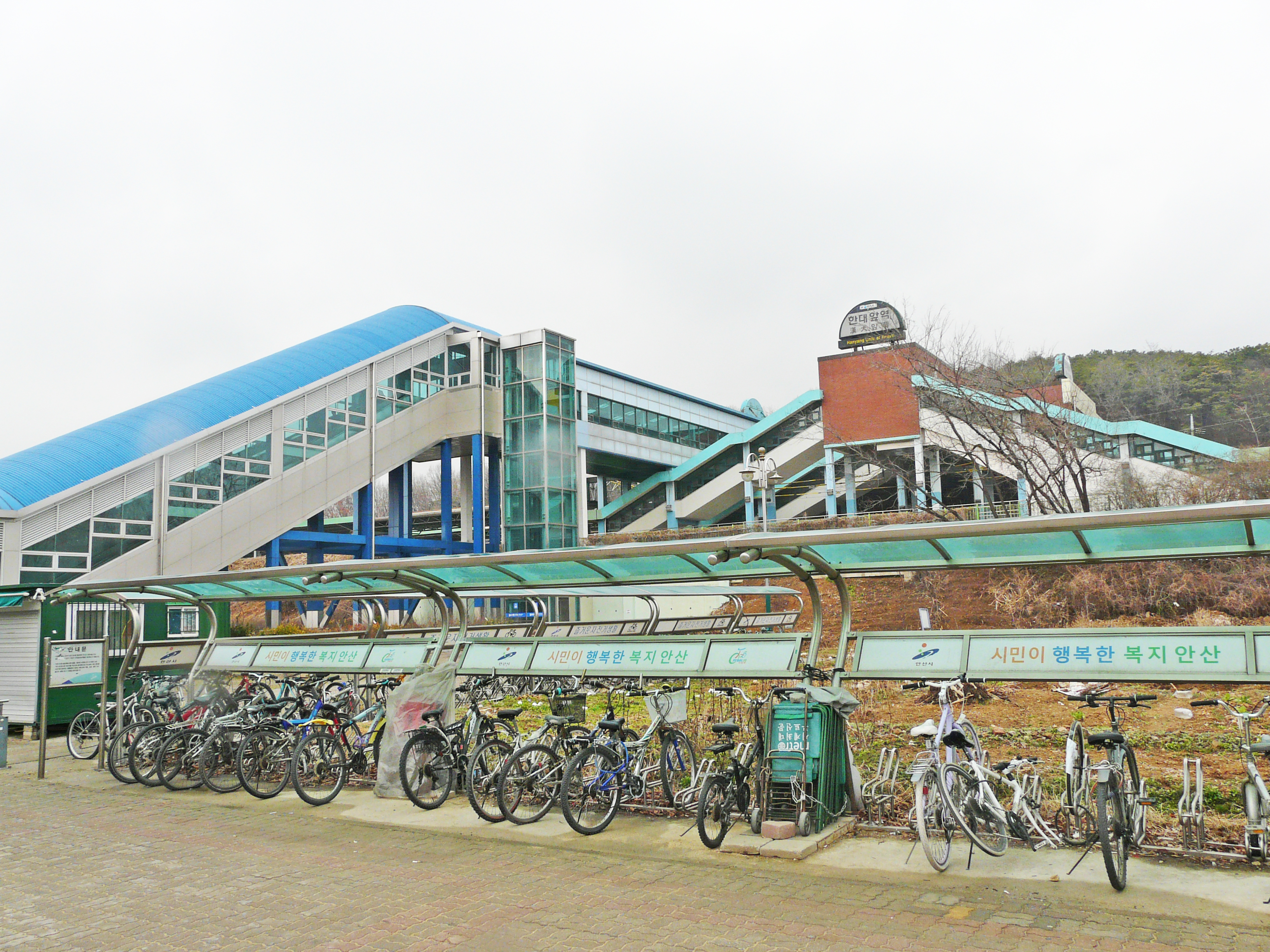
車站外觀
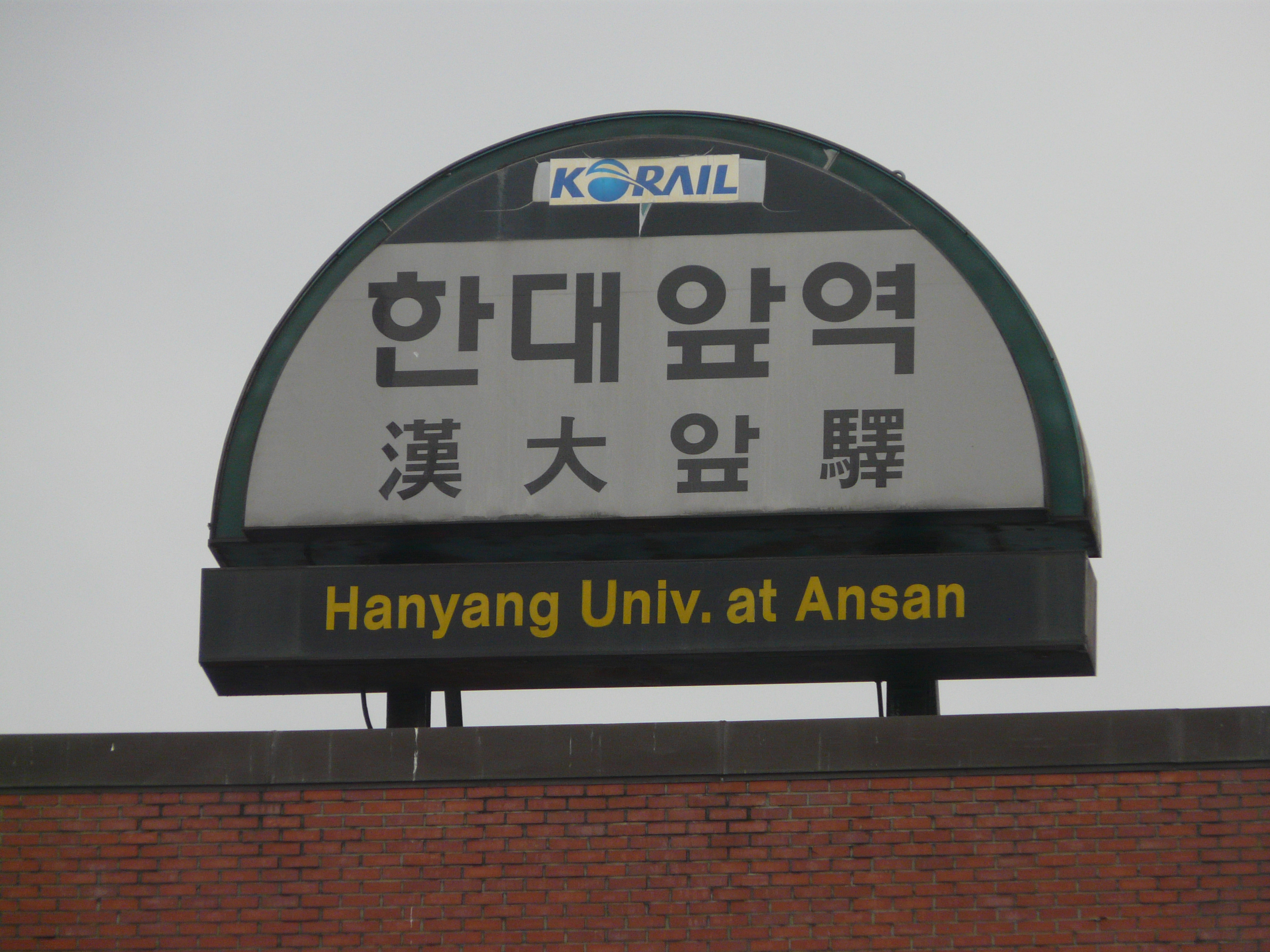
站名標示

## 相鄰車站
韓國鐵道公社
●首都圈电铁4号线
緩行
常綠樹（448）－漢陽大學（449）－中央（450）
●首都圈電鐵水仁·盆唐線
四里（K250）－漢陽大學（K251）－中央（K252）